# Ángel Correa
Ángel Martín Correa Martínez (Rosario, 9 de marzo de 1995) es un futbolista argentino que juega de delantero en Tigres de la UANL, de la Primera División de México.
Comenzó su carrera deportiva profesional en el año 2013 en el Club Atlético San Lorenzo de Almagro con tan solo 18 años de edad. Con dicho club se consagró campeón del Torneo Inicial en 2013 y de la Copa Libertadores en 2014. Ese mismo año sería fichado por el Club Atlético de Madrid, marcando el último gol oficial del Estadio Vicente Calderón el 21 de mayo de 2017 y siendo pieza clave en la consecución de varios títulos del equipo rojiblanco, particularmente en LaLiga conquistada en 2021.
Ha sido internacional con la selección sub-20 de Argentina, saliendo campeón del Campeonato Sudamericano de fútbol sub-20 de 2015, donde fue el capitán del equipo y ganó el premio al Mejor Jugador del torneo. El 18 de diciembre de 2022 se proclamó campeón del mundo, tras vencer Argentina a Francia en los penaltis por 4-2, después de empatar 3-3 en el tiempo reglamentario.

## Trayectoria

### Infancia
De origen humilde, se crio en el barrio "Las Flores" de Rosario, en el seno de una familia numerosa compuesta por diez hermanos, y donde de niño sufrió experiencias muy duras marcadas por la muerte de su padre y su hermano mayor. Allí, la pobreza y la violencia fueron parte de su cotidianidad:

 "Es muy difícil cuando sos de un barrio humilde. Te cuesta todo el doble, todos te tiran abajo. Todos te dicen que vas a terminar siendo un drogadicto o en la cárcel. También quedó demostrado que hay gente de barrio que no es así. Que con esfuerzo todo es posible"
Ángel Correa. Infobae, 2 de septiembre de 2015.

Desde pequeño, Correa mostró habilidades que le valieron para destacar en los partidos de su barrio, donde se armaban precarios arcos con piedras. En este sentido, reconoció que el fútbol le permitió alejarse y abstraerse del entorno en el que estaba inmerso:

"Conocí gente que se drogaba y todo, y cada vez que ellos me veían me decían: “nunca te queremos ver con esto, vos tenés que dedicarte al fútbol. Si te vemos con esto, te matamos (...) Y yo mismo también veía que había un montón de pibes que la `rompían´ en el barrio y después se quedaban en el camino, porque fueron padres, o por la droga, o por el alcohol, o porque fueron heridos de bala por estar parados en un lugar en el que no tenían que estar..."
Ángel Correa. El Gráfico, 3 de mayo de 2014.

Siguiendo los deseos de su padre, comenzó a incursionar en el baby fútbol jugando en el Club 6 de Mayo, y tras su paso por los clubes Alianza Sport y Tiro -de su ciudad natal- y a la edad de 12 años, recaló en San Lorenzo.
Es hincha de Rosario Central desde nacimiento y tiene tatuado el escudo de Rosario Central.

### San Lorenzo de Almagro

#### Temporada 2013
Juan Antonio Pizzi y su cuerpo técnico lo ascendieron al primer equipo donde debutó en la Primera División Argentina el 31 de marzo ante Newell’s ingresando al campo por Enzo Kalinski. En las fechas siguientes, saltó al campo en todos los segundos tiempos hasta que debutó como titular ante Quilmes. El 11 de mayo anotó su primer gol ante Boca Juniors. Correa arrancó una jugada desde mitad de cancha, pasó a Julio Buffarini quien le devolvió la pelota para que el juvenil colocase el tercer tanto del encuentro. El 10 de junio convirtió un gol que inauguraba el marcador frente a Argentinos Juniors en la fecha decimoséptima tras una gran jugada en la que dejó a varios rivales en el camino y definió cruzado. Cinco días después anotó otro gol a Independiente, consiguiendo el 1-0 que le dio el triunfo como visitante y condenó a Independiente a jugar por primera vez en su historia en la Primera B Nacional. El 23 de junio en la última fecha del Torneo Final enfrentado a Lanús, logró remontar con un gol el partido que finalmente terminó 2-2. Finalmente, San Lorenzo terminó en el cuarto puesto con 32 puntos.

#### Temporada 2013-14
En el Torneo Inicial 2013, Ángel Correa se consolidó como titular haciendo dupla de ataque con el uruguayo Martín Cauteruccio. El 4 de agosto día del debut contra Club Olimpo, con una victoria 2-1, Correa concretó un pase gol para Martín Cauteruccio, que también consiguió anotar el segundo tanto.
Sus siguientes goles tardaron en llegar hasta la fecha 12. El 19 de octubre marcó su primer doblete con la camiseta de San Lorenzo contra All Boys. A los 43' del primer tiempo, por medio de un rebote que dejó el balón en sus pies, sentenció con un remate que Nicolás Cambiasso no pudo tapar. El segundo gol a los 39' fue producto de una jugada en velocidad que fusiló al arquero. El encuentro terminó finalmente 3-0. En la fecha 14, marcó el gol de la victoria, en el clásico ante Boca Juniors, que acercó a San Lorenzo al título, con victoria por 1-0 como locales en el El Nuevo Gasómetro. El 16 de noviembre consiguió un gol en la victoria 4-2 contra Belgrano de Córdoba. Luego de un gran desborde de Ignacio Piatti, asistió a Correa quien marcó el 2-0, siendo clave para conseguir posteriormente el campeonato.
En la última fecha del 15 de diciembre, Ángel Correa se coronó campeón ante Vélez Sarsfield. Por medio de un empate 0-0, obtuvo el título del Torneo Inicial.
Al finalizar el Torneo Inicial sonaron muchos rumores de su posible transferencia al fútbol europeo. El juvenil delantero de San Lorenzo podría recalar en un futuro cercano nada menos que en el poderoso Real Madrid, de España. Así lo destacó el sitio partidario del Real Madrid. Otro equipo interesado fue el Atlético de Madrid. Los agentes del jugador ya se habían visto en España con miembros del equipo colchonero.
Con partida del DT Juan Antonio Pizzi y con la llegada del nuevo DT Edgardo Bauza, Ángel Correa siguió siendo muy importante para el equipo después de una buena pretemporada llegaba el Torneo Final 2014 y la Copa Libertadores 2014. El primer gol de Correa fue en la Copa Libertadores contra Independiente del Valle de Ecuador en el primer triunfo de San Lorenzo. El 23 de marzo en la fecha 9 convierte su primer gol en el Torneo Final en la derrota contra Gimnasia en la derrota 2 a 1, el gol fue tirándola por arriba del arquero del lobo Fernando Monetti puso el 1 a 0 parcial que después terminó en derrota.
El 30 de marzo convierte un gol a Tigre que dio a los 4 minutos el triunfo 1 a 0 parcial y después dio el pase para el gol de su compañero Emmanuel Mas que puso el 2 a 2 final. El 13 de abril el delantero argentino Ángel Correa estaría en negociaciones con el Atlético de Madrid que es una de las prioridades que se ha marcado la entidad colchonera de cara a la próxima temporada. El 14 de abril al parecer todo daría que el Atlético de Madrid habría llegado a un acuerdo con San Lorenzo para el fichaje de Ángel Correa, por el que abonará 14 millones de euros al finalizar el Torneo Final.
El 23 de abril en el partido de ida de la Copa Libertadores contra el Gremio de Brasil fue una victoria por la mínima 1 a 0 con un gol de Correa, fue antes de los 10 minutos del segundo tiempo, cuando un lateral largo de Juan Mercier encontró en Héctor Villalba la posibilidad de lanzar la pelota para el medio. En el área terminó en Correa, que se posicionó bien y definió con un derechazo demoledor al centro del arco. El 7 de mayo se juegan el partido de ida de los cuartos de final de la Copa Libertadores ante otro equipo de Brasil el Cruzeiro, que San Lorenzo obtuvo una victoria como local. El 14 de mayo se jugó el partido de vuelta ante el club brasileño que de nuevo saco un buen resultado un empate en suelo Brasileño. San Lorenzo paso las semifinales y se puso como firme candidato a ganar la Copa Libertadores.
El 26 de mayo de 2014, el Atlético de Madrid compró al delantero Ángel Correa de San Lorenzo, en 7 millones de euros. Es considerado el joven Correa un perfil de jugador muy parecido al Sergio Agüero. Pero los dirigentes de San Lorenzo arreglaron para que pudiera jugar las semis y una posible final de la Copa Libertadores antes de viajar a España. Si bien San Lorenzo de Almagro salió campeón de la competición Ángel Correa no pudo jugar debido a problemas de salud.

### Atlético de Madrid

#### Temporada 2014-15
Cerrada la venta del jugador, Correa viajó a la capital española para realizarse la revisión médica y rubricar el vínculo por cinco años con su nuevo equipo. En los estudios protocolarios realizados al jugador le detectaron una afección cardíaca por la que tuvo que ser operado en Nueva York. Fue por este motivo por el que Correa no pudo jugar lo que restaba de la Copa Libertadores y tuvo que frenar su actividad futbolística durante seis meses. Del mismo modo, el traspaso quedó pendiente de su recuperación. El 28 de agosto trabajó por primera vez en la ciudad deportiva del Atlético de Madrid tras haberse sometido a la cirugía pero no fue hasta el 24 de noviembre que se incorporó a su primer entrenamiento con el Atlético de Madrid. El 11 de diciembre, tras confirmarse la recuperación, se realizó la firma oficial del fichaje del jugador por el Atlético de Madrid. Dirigentes de ambos clubes se reunieron en Buenos Aires para cerrar el fichaje del delantero por 5,5 millones de euros, el 90% del valor del jugador.

#### Temporada 2015-16
El 10 de julio fue oficialmente presentado como nuevo jugador del Atlético de Madrid en una de las sedes que tiene el club, de cara a la pretemporada, el 25 de julio tuvo su debut y metió un gol con el Atlético de Madrid que derrotó 2-0 al Numancia en un amistoso.
El 19 de septiembre, en la jornada 4 de la Primera División de España, el Atlético de Madrid vencería 2-0 al Éibar como visitante, Correa entró en el segundo tiempo por su compañero Koke Resurrección. Fue una de las figuras del partido con un gol y una asistencia, realizó su primer gol oficial con el conjunto colchonero tras un pase de Fernando Torres. El 30 de octubre hace su debut en Champions League en donde también marcó su primer gol en el torneo en la derrota de su equipo ante el Benfica.
Correa deja el Atlético tras 10 temporadas, en las que disputó 468 partidos, marcó 88 goles y dio 60 asistencias. Con el club, ganó la Liga de España (2020/2021), la Europa League (2017/2018) y la Supercopa de Europa (2018).

### Tigres de la UANL
El 9 de julio de 2025, Ángel Correa fue anunciado por Tigres de la UANL, de la Primera División de México como fichaje, luego de que el club abone alrededor de 10 millones de euros al Atlético de Madrid por su ficha.

## Selección nacional

### Juveniles

#### Sudamericano Sub-20
El 6 de enero de 2015, Humberto Grondona, director técnico de la selección argentina sub-20, entregó una lista con los 32 futbolistas convocados de cara a los entrenamiento de preparación del Campeonato sudamericano sub-20 en la que se encontraba Ángel Correa. Cuatro días después, Grondona dio la lista definitiva de los 23 convocados y Correa no solo estaba incluido sino que, además, fue nombrado capitán.
El 14 de enero la Selección Argentina Sub-20 debutó contra la Selección de Ecuador Sub-20 en lo que fue una gran goleada 5-2. Correa anotó un gol y asistió en dos ocasiones a Giovanni Simeone. El 16 de enero, en la segunda fecha del torneo, para ratificar su gran nivel en el primer partido, la Selección Argentina Sub-20 tendría un duro golpe al perder 0-1 contra la Selección de Paraguay Sub-20 que se coloca por el momento como puntero de grupo.
El 18 de enero, la Selección Argentina Sub-20 derrotó a la Selección de Perú Sub-20 por 6-2, en el partido correspondiente a la tercera fecha. Correa marcó el tercero de su selección. El 26 de enero arrancó el hexagonal final que enfrentó en su primera fecha, de nuevo, a Argentina frente a la Selección de Perú Sub-20. En este partido también obtuvo la victoria 2-0 con golazo de Ángel Correa.
El 7 de febrero de 2015 se jugó la última fecha del hexagonal contra el local y organizador del torneo, Uruguay, en la práctica era una final ya que previo a disputarse esta fecha la Selección Argentina Sub-20 era puntera y Uruguay era escolta. Uruguay debía ganar sí o sí para salir campeón, cualquier otro resultado le daba el campeonato a Argentina. En el minuto 81, cuando el partido iba empate a uno, Correa anotó el definitivo 2-1 que coronó a Argentina campeona del Sudamericano Sub-20. Además, Correa ganó el premio al Mejor jugador del torneo.

#### Copa Mundial Sub-20
El 13 de mayo de 2015, Humberto Grondona, confirmó la lista de 21 futbolistas que representarían a la Selección Sub-20 en el Mundial de Nueva Zelanda en la cual fue convocado Ángel Correa.

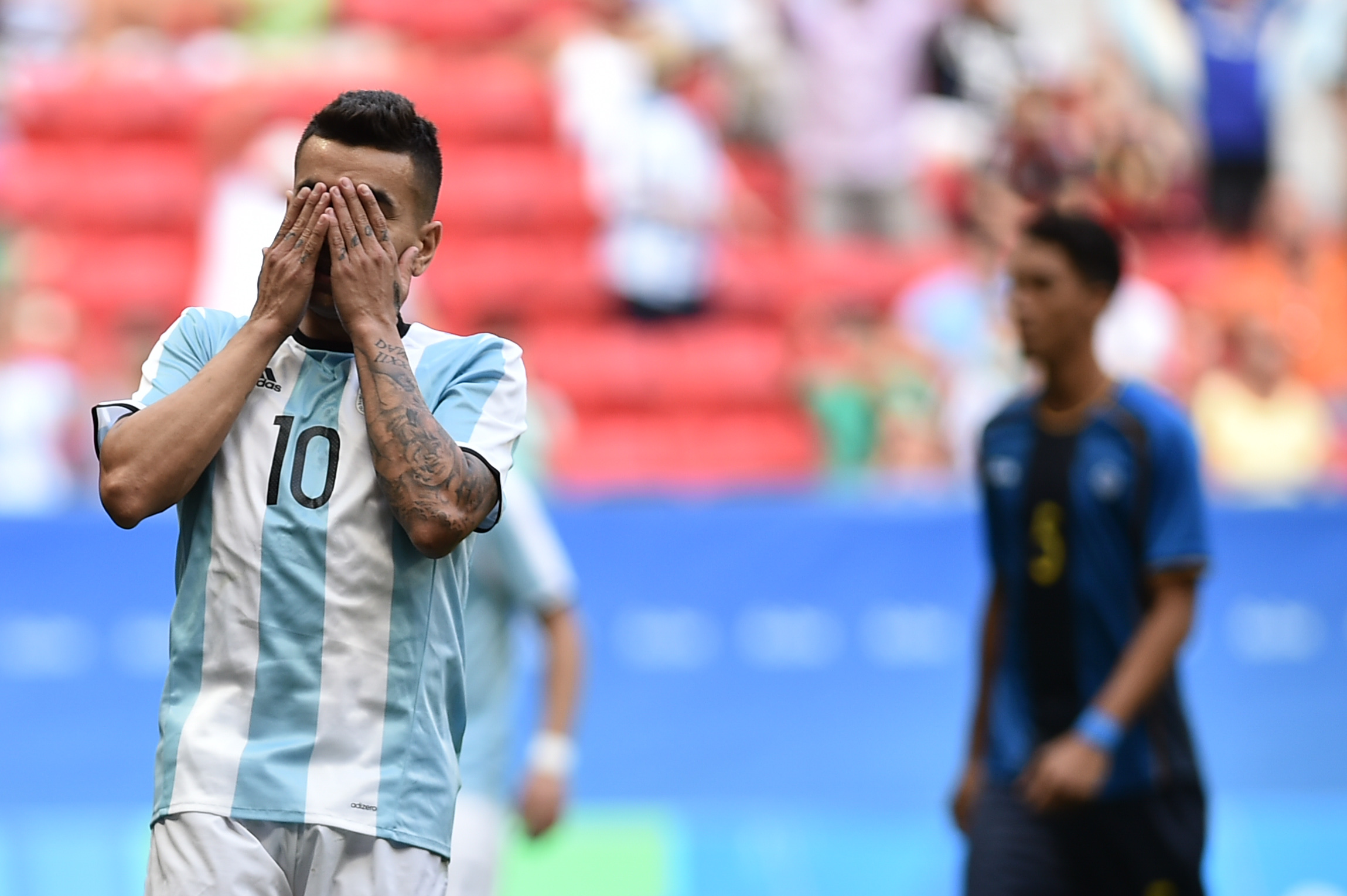
Correa lamentándose de haber fallado un penal con la selección olímpica contra Honduras en los Juegos Olímpicos de Río de Janeiro 2016.

El 21 de mayo en el primer amistoso preparatorio jugado antes del Mundial, la Selección Argentina Sub-20 perdió en Tahití por 3-1 ante el representativo mayor de ese país, en un encuentro amistoso jugado en el Estadio Pater Te Hono Nui. El autor del gol del equipo argentino fue Ángel Correa que tras un córner lo hizo de cabeza. El 24 de mayo el seleccionado jugó el segundo amistoso y último antes de viajar a Nueva Zelanda para disputar el Mundial, contra Tahití. Esta vez la albiceleste se impuso por 4 a 1, con goles de Correa, Monteseirín, Simeone y Emiliano Buendía.
El 30 de mayo, el conjunto dirigido por Humberto Grondona no pudo con la Selección de Panamá Sub-20 y, en el debut de la Copa Mundial, empató a dos con goles de Correa.

### Absoluta
El 25 de agosto de 2015 se produjo su primera convocatoria para la Selección mayor cuando, debido a la lesión de Javier Pastore, fue convocado para una gira que Argentina realizó por Estados Unidos, donde se enfrentó en partidos amistosos a las selecciones de Bolivia y México.
Correa hizo su debut en la selección mayor, el 4 de septiembre de 2015 ante Bolivia, ingresando en el segundo tiempo por Ezequiel Lavezzi. A los 3 minutos de su ingreso, recibió un pase de Matías Kranevitter que remató a la carrera desde fuera del área al lado derecho del arco. De esta forma metió su primer gol en la Selección argentina en su debut y en la primera pelota que tocó. Con este gol se selló el resultado final de la victoria por 7-0.

#### Copa Mundial de Futbol de 2022
En 2022, Correa, venía de participar activamente en las Eliminatorias Sudamericanas e integraba la nomina fija de los 32 seleccionados para disputar la Copa Mundial de Fútbol, finalmente quedaría afuera de la lista final que incluía a 26. Tras las lesiones de Nicolás González y Joaquín Correa fue seleccionado junto a Thiago Almada para reemplazarlos. Fueron despedidos por una multitud de simpatizantes en el Aeropuerto Internacional Ministro Pistarini y viajaron cuatro días antes del inicio de la Copa Mundial.

"Fue raro al principio, estaba muy triste porque tenía la ilusión de ir desde un principio. Venía de estar en la Copa América 2021, en todo el proceso, y quedar ahí fue un golpe muy duro, me había ido para Argentina para despejarme, volver al barrio, encontrarme conmigo mismo y estar con mi familia y amigos. Lamentablemente pasaron las lesiones de mis compañeros y pude ir con Thiaguito (Almada) para ser parte de eso único que se logró en Qatar que fue lo máximo. La verdad que muy feliz"
Angel Correa, declarando cuando se enteró que no formaba parte de la lista de los jugadores que viajaban a Qatar 2022 

Correa fue partícipe y seleccionado por Lionel Scaloni para formar parte del plantel que consiguió la triple corona internacional. Disputó tres partidos de la Copa América 2021, un partido en la Copa Mundial 2022 y no ingresó en el partido de la Finalissima 2022 frente a Italia. 

### Participaciones con la selección
| Torneo                                  | Sede          | Resultado    | Partidos | Goles |
| --------------------------------------- | ------------- | ------------ | -------- | ----- |
| Campeonato Sudamericano Sub-20 2015     | Uruguay       | Campeón      | 8        | 4     |
| Copa Mundial de Fútbol Sub-20 2015      | Nueva Zelanda | Primera fase | 3        | 2     |
| Juegos Olímpicos de Río de Janeiro 2016 | Brasil        | Primera fase | 3        | 1     |
| Copa América 2021                       | Brasil        | Campeón      | 3        | 0     |
| Copa Mundial de Fútbol 2022             | Catar         | Campeón      | 1        | 0     |

### Goles internacionales
| #  | Fecha                   | Estadio                                        | Local     | Res. | Visitante | Goles   | Competición                      |
| -- | ----------------------- | ---------------------------------------------- | --------- | ---- | --------- | ------- | -------------------------------- |
| 1. | 4 de septiembre de 2015 | BBVA Compass Stadium, Houston, Estados Unidos  | Argentina | 7–0  | Bolivia   | Anotado | Amistoso                         |
| 2. | 26 de marzo de 2019     | Estadio de Tánger, Tánger, Marruecos           | Argentina | 1–0  | Marruecos | Anotado | Amistoso                         |
| 3. | 2 de septiembre de 2021 | Estadio Olímpico de la UCV, Caracas, Venezuela | Argentina | 3–1  | Venezuela | Anotado | Eliminatorias Sudamericanas 2022 |

## Estadísticas

### Clubes
Actualizado hasta su último partido disputado el 9 de agosto de 2025.
| Club                        | Div.          | Temporada     | Liga  | Liga  | Liga   | Copas nacionales | Copas nacionales | Copas nacionales | Torneos internacionales | Torneos internacionales | Torneos internacionales | Total | Total | Total  |
| Club                        | Div.          | Temporada     | Part. | Goles | Asist. | Part.            | Goles            | Asist.           | Part.                   | Goles                   | Asist.                  | Part. | Goles | Asist. |
| --------------------------- | ------------- | ------------- | ----- | ----- | ------ | ---------------- | ---------------- | ---------------- | ----------------------- | ----------------------- | ----------------------- | ----- | ----- | ------ |
| C. A. San Lorenzo Argentina | 1.ª           | 2012-13       | 13    | 4     | 3      | 2                | 0                | 1                | —                       | —                       | —                       | 15    | 4     | 4      |
| C. A. San Lorenzo Argentina | 1.ª           | 2013-14       | 36    | 6     | 12     | 3                | 0                | 1                | 11                      | 2                       | 2                       | 50    | 8     | 15     |
| C. A. San Lorenzo Argentina | Total club    | Total club    | 49    | 10    | 15     | 5                | 0                | 2                | 11                      | 2                       | 2                       | 65    | 12    | 19     |
| Atlético de Madrid · España | 1.ª           | 2015-16       | 26    | 5     | 4      | 5                | 2                | 0                | 5                       | 1                       | 0                       | 36    | 8     | 4      |
| Atlético de Madrid · España | 1.ª           | 2016-17       | 31    | 4     | 8      | 7                | 4                | 3                | 9                       | 0                       | 0                       | 47    | 8     | 11     |
| Atlético de Madrid · España | 1.ª           | 2017-18       | 37    | 8     | 4      | 4                | 0                | 1                | 15                      | 1                       | 4                       | 56    | 9     | 9      |
| Atlético de Madrid · España | 1.ª           | 2018-19       | 36    | 3     | 2      | 4                | 2                | 0                | 9                       | 0                       | 2                       | 49    | 5     | 4      |
| Atlético de Madrid · España | 1.ª           | 2019-20       | 33    | 5     | 7      | 3                | 2                | 1                | 8                       | 0                       | 0                       | 44    | 7     | 8      |
| Atlético de Madrid · España | 1.ª           | 2020-21       | 38    | 9     | 8      | 2                | 0                | 1                | 8                       | 0                       | 2                       | 48    | 9     | 11     |
| Atlético de Madrid · España | 1.ª           | 2021-22       | 36    | 12    | 5      | 3                | 0                | 1                | 10                      | 1                       | 0                       | 49    | 13    | 6      |
| Atlético de Madrid · España | 1.ª           | 2022-23       | 35    | 9     | 1      | 4                | 1                | 1                | 6                       | 0                       | 1                       | 45    | 10    | 3      |
| Atlético de Madrid · España | 1.ª           | 2023-24       | 32    | 9     | 2      | 5                | 1                | 1                | 10                      | 1                       | 0                       | 47    | 11    | 3      |
| Atlético de Madrid · España | 1.ª           | 2024-25       | 31    | 4     | 1      | 6                | 1                | 3                | 11                      | 3                       | 1                       | 48    | 8     | 5      |
| Atlético de Madrid · España | Total club    | Total club    | 335   | 68    | 42     | 43               | 13               | 12               | 91                      | 7                       | 10                      | 469   | 88    | 64     |
| Tigres de la UANL · México  | 1.ª           | 2025-26       | 3     | 1     | 0      | —                | —                | —                | 3                       | 4                       | 0                       | 6     | 5     | 0      |
| Tigres de la UANL · México  | Total club    | Total club    | 3     | 1     | 0      | 0                | 0                | 0                | 3                       | 4                       | 0                       | 6     | 5     | 0      |
| Total carrera               | Total carrera | Total carrera | 387   | 79    | 57     | 48               | 13               | 14               | 105                     | 13                      | 12                      | 540   | 105   | 83     |
| 1. 2.                       |               |               |       |       |        |                  |                  |                  |                         |                         |                         |       |       |        |

### Selecciones nacionales
Actualizado de acuerdo al último partido jugado el 10 de junio de 2025.
| Selección          | Año               | Amistosos | Amistosos | Amistosos | Eliminatorias | Eliminatorias | Eliminatorias | Continental | Continental | Continental | Mundial | Mundial | Mundial | Total | Total | Total  |
| Selección          | Año               | Part.     | Goles     | Asist.    | Part.         | Goles         | Asist.        | Part.       | Goles       | Asist.      | Part.   | Goles   | Asist.  | Part. | Goles | Asist. |
| ------------------ | ----------------- | --------- | --------- | --------- | ------------- | ------------- | ------------- | ----------- | ----------- | ----------- | ------- | ------- | ------- | ----- | ----- | ------ |
| Sub-20 Argentina   | 2015              | 2         | 2         | 0         | —             | —             | —             | 8           | 4           | 4           | 3       | 2       | 0       | 13    | 8     | 4      |
| Sub-20 Argentina   | Total             | 2         | 2         | 0         | 0             | 0             | 0             | 8           | 4           | 4           | 3       | 2       | 0       | 11    | 6     | 4      |
| Sub-23 Argentina   | 2016              | —         | —         | —         | —             | —             | —             | —           | —           | —           | 3       | 1       | 0       | 3     | 1     | 0      |
| Sub-23 Argentina   | Total             | 0         | 0         | 0         | 0             | 0             | 0             | 0           | 0           | 0           | 3       | 1       | 0       | 3     | 1     | 0      |
| Absoluta Argentina | 2015              | 2         | 1         | 0         | 1             | 0             | 0             | —           | —           | —           | —       | —       | —       | 3     | 1     | 0      |
| Absoluta Argentina | 2016              | —         | —         | —         | 4             | 0             | 0             | —           | —           | —           | —       | —       | —       | 4     | 0     | 0      |
| Absoluta Argentina | 2017              | —         | —         | —         | 1             | 0             | 0             | —           | —           | —           | —       | —       | —       | 1     | 0     | 0      |
| Absoluta Argentina | 2018              | 2         | 0         | 0         | —             | —             | —             | —           | —           | —           | —       | —       | —       | 2     | 0     | 0      |
| Absoluta Argentina | 2019              | 2         | 1         | 0         | —             | —             | —             | —           | —           | —           | —       | —       | —       | 2     | 1     | 0      |
| Absoluta Argentina | 2021              | —         | —         | —         | 4             | 1             | 0             | 2           | 0           | 0           | —       | —       | —       | 6     | 1     | 0      |
| Absoluta Argentina | 2022              | 1         | 0         | 0         | 3             | 0             | 0             | —           | —           | —           | 1       | 0       | 0       | 5     | 0     | 0      |
| Absoluta Argentina | 2023              | —         | —         | —         | 1             | 0             | 0             | —           | —           | —           | —       | —       | —       | 1     | 0     | 0      |
| Absoluta Argentina | 2024              | 1         | 0         | 0         | —             | —             | —             | —           | —           | —           | —       | —       | —       | 1     | 0     | 0      |
| Absoluta Argentina | 2025              | —         | —         | —         | 3             | 0             | 0             | —           | —           | —           | —       | —       | —       | 3     | 0     | 0      |
| Absoluta Argentina | Total             | 8         | 2         | 0         | 17            | 1             | 0             | 2           | 0           | 0           | 1       | 0       | 0       | 28    | 3     | 0      |
| Total selecciones  | Total selecciones | 10        | 4         | 0         | 17            | 1             | 0             | 10          | 4           | 4           | 7       | 3       | 0       | 44    | 12    | 4      |
| 1. 2. 3.           |                   |           |           |           |               |               |               |             |             |             |         |         |         |       |       |        |

## Palmarés

### Campeonatos nacionales
| Título           | Club               | País      | Año     |
| ---------------- | ------------------ | --------- | ------- |
| Primera División | C. A. San Lorenzo  | Argentina | I-2013  |
| Primera División | Atlético de Madrid | España    | 2020-21 |

### Campeonatos internacionales
| Título                  | Equipo (*)             | Sede         | Año     |
| ----------------------- | ---------------------- | ------------ | ------- |
| Copa Libertadores       | C. A. San Lorenzo      | Buenos Aires | 2014    |
| Sudamericano Sub-20     | Argentina sub-20       | Uruguay      | 2015    |
| Liga Europa de la UEFA  | Atlético de Madrid     | Lyon         | 2017-18 |
| Supercopa de Europa     | Atlético de Madrid     | Tallin       | 2018    |
| Copa América            | Seleeción de Argentina | Brasil       | 2021    |
| Copa Mundial de la FIFA | Seleeción de Argentina | Catar        | 2022    |

* Incluye su selección nacional

### Distinciones individuales
| Distinción                                   | Año  |
| -------------------------------------------- | ---- |
| Mejor Jugador del Sudamericano Sub-20        | 2015 |
| Jugador del mes de enero en LaLiga Santander | 2022 |